# ТПС (хокейний клуб)
ТПС (фін. TPS) — хокейний клуб з м. Турку, Фінляндія. Заснований у 1922 році. Виступає у чемпіонаті Лійзі. 
Чемпіон Фінляндії (1976, 1989, 1990, 1991, 1993, 1995, 1999, 2000, 2001, 2010), срібний призер (1977, 1982, 1985, 1994, 1996, 1997, 2004, 2021), бронзовий призер (1978, 1979, 1981). Володар Кубка європейських чемпіонів (1994). Чемпіон Євроліги (1997), бронзовий призер (2000).
Домашні ігри команда проводить на «ХК Арена» (11820). Офіційні кольори клубу чорний і білий. Успішно тренував ТПС у 1990-х роках Володимир Юрзінов.

## Найсильніші гравці різних років
- воротарі: Еско Ніємі, Лассе Кійлі, Урпо Ілонен, Йорма Валтонен, Маркус Кеттерер, Антеро Нііттімякі;
- захисники: Сеппо Ліндстрем, Тімо Нуммелін, Сеппо Суораніємі, Ханну Вірта, Йоуко Нарванмаа, Марко Кіпрусофф, Андрій Скопінцев, Марк Фрейзер;
- нападаники: Юхані Валстен, Раулі Таммелін, Юхані Таммінен, Сеппо Репо, Кай Нурмінен, Рейо Леппянен, Мартті Яркко, Антеро Лехтонен, Юкка Віландер, Арі Вуорі, Карі Ялонен, Єре Лехтінен, Саку Койву.